# CFosSpeed
CFosSpeed is een programma dat de internetprestaties verbetert via traffic shaping waardoor de latency afneemt. Het programma is beschikbaar voor Windows onder een shareware-licentie.
Het programma werkt samen met Windows-netwerkstack als een stuurprogramma. De firewall verstuurt de pakketten en de toepassingslaag analyseert de pakketten.

## Werking
De software deelt de datapakketten op in verschillende kleinere datapakketten. Dit gebeurt door het gebruik van verschillende filterregels die ingesteld worden door de gebruiker. De datapakketten worden ingedeeld volgens prioriteit op basis van volgende criteria: de programmanaam, het protocol (waaronder TCP en UDP), de poortnummers of DSCP-tags. Ook andere opties zijn mogelijk.
Ook het uitgaand verkeer kent een prioriteitensysteem: de datapakketten worden verzonden volgens de toegekende prioriteit. Op deze manier wordt data die onmiddellijk nodig is eerst verzonden, vooraleer minder dringende data verzonden wordt.
Als grote hoeveelheden data verzonden worden op hetzelfde ogenblik zorgt traffic shaping ervoor dat interactieve connecties zoals SSH-sessies, VNC-sessies, VoIP-gesprekken en online games voorrang krijgen. Het snelle doorsturen van TCP-pakketten houdt tevens de downloadsnelheid hoog. Dit komt doordat de afzender enkel data verzendt nadat de ontvanger het ontvangen van oudere data bevestigd heeft. Dit wordt ook wel TCP flow control genoemd.
CFosSpeed verlaagt ook netwerkverzadiging die veroorzaakt wordt door het downloaden van bestanden. Dit gebeurt door het verlagen van de TCP-windowgrootte zodat de verzender niet te veel data in één keer verzendt.
Verder bevat cFosSpeed nog enkele gereedschappen om het internetverbruik in de gaten te houden, waaronder een tijd- en volumemeter en een internetverkeersmonitor.